# Lake Summerset
Lake Summerset é uma Região censo-designada localizada no estado americano de Illinois, no Condado de Stephenson e Condado de Winnebago.

## Demografia
Segundo o censo americano de 2000, a sua população era de 2061 habitantes.

## Geografia
De acordo com o United States Census Bureau tem uma área de
6,5 km², dos quais 5,4 km² cobertos por terra e 1,1 km² cobertos por água.

## Localidades na vizinhança
O diagrama seguinte representa as localidades num raio de 16 km ao redor de Lake Summerset.